# San Telmo (1788)
El San Telmo fue un navío de línea de 74 cañones construido en los Reales Astilleros de Esteiro de Ferrol en 1788 y entregado a la Real Armada al año siguiente. Desapareció en el cabo de Hornos en septiembre de 1819 con una dotación de 644 marineros, soldados e infantes de marina.

## Construcción
Diseñado por el ingeniero naval Romero de Landa, siguiendo la tradición constructiva de Jorge Juan, incorporaba numerosas soluciones constructivas desarrolladas por los astilleros ingleses en los treinta años precedentes. El San Telmo era un navío de dos puentes y 74 cañones, tenía una eslora de 190 pies (52 m), una manga de 52 pies (14,5 m) y 25 pies de puntal (7 m). Su desplazamiento aproximado era de 2750 toneladas y contaba con una tripulación de 640 hombres.
Formaba parte de la serie de seis navíos comenzada con el San Ildefonso (y llamados por ello Ildefonsinos), con los cuales Romero de Landa sucedió al ingeniero naval francés Gautier como principal diseñador de buques para la Armada Española. Los navíos de Gautier, típicamente franceses, hacían énfasis en una mayor velocidad a costa de la manga, convirtiéndolos así en plataformas marineras inestables. De hecho, su tendencia a meter bajo el agua la batería baja por la banda de sotavento tendría consecuencias nefastas durante la batalla de Trafalgar.
Romero Landa buscará una solución intermedia, proporcionando una mayor manga al San Ildefonso, pero sin llegar a las proporciones típicas de los astilleros ingleses. De esta forma, los Ildefonsinos presentaron un afinado equilibrio entre condiciones marineras y velocidad, que los convirtió en uno de los mejores diseños navales de finales del siglo XVIII.
El San Telmo, como el resto de la serie (compuesta por el ya mencionado San Ildefonso y sus gemelos Montañés, San Francisco de Paula, Monarca y Europa) demostró ser un buque marinero, rápido y maniobrable, gracias a una popa rebajada que permitía recibir un timón adecuado para ello.
Construido sobre una quilla de roble, montaba un total de 74 piezas (14 cañones de a 24 por banda en la batería baja y 15 de a 18 en la segunda, además de otras 16 de a 8 en el castillo y la toldilla), alcanzando una velocidad máxima de unos 14 nudos —10 navegando de bolina— con la carena limpia.

## Historial
El San Telmo tuvo su base inicial en Ferrol, adscrito a la «Escuadra del Océano». Tras la batalla del Cabo de San Vicente, en la que no participó, fue transferido a la «Escuadra del Mediterráneo» con base en Cartagena, donde se encontraba fondeado a causa de reparaciones, cuando tuvo lugar la batalla de Trafalgar. Permaneció bloqueado en puerto hasta la invasión napoleónica y luego desempeñó servicios en el Mediterráneo en coordinación con la escuadra inglesa. El navío San Telmo quedó estacionado en el puerto de Mahón desde 1813 con necesidad de ser reparado hasta su puesta a punto en 1819.

## División del Mar del Sur
En 1819, Fernando VII decide enviar una división naval de refuerzo con destino al apostadero naval de El Callao, en un intento de restaurar el poder naval español en el Mar del Sur. Aparte de soldados y oficiales, la misión debía llevar una cantidad indeterminada de plata acuñada para pagar a las tropas realistas.
| División del Mar de Sur - Rosendo Porlier y Asteguieta, jefe de la expedición Unidades y comandantes - navío S.M.C. San Telmo, D. Joaquín de Toledo y Parra - navío S.M.C. Alejandro I, D. Antonio Tiscar y Pedrosa - fragata S.M.C. Prueba, D. Melitón Pérez del Camino - fragata Primorosa Mariana, D. Manuel del Castillo |

El convoy partió de Cádiz el 11 de mayo de 1819 y estaba integrado por cuatro buques y 1400 hombres. En el papel dos poderosos navíos de guerra, uno el navío de línea San Telmo, al mando del capitán de navío Joaquín de Toledo y Parra, un buque de 74 cañones, que se hizo a la mar junto a otro buque de línea de 74 cañones, al mando de Antonio Tiscar y Pedrosa, el navío Alejandro I, botado en San Petersburgo en 1813, y que formaba parte de un lote de cinco navíos comprados a los rusos el año precedente por el Tratado de Madrid con el objeto de dotar a la maltrecha Armada de una mejor capacidad de combate. Dicha compra rusa, en medio de un ambiente de conspiraciones, a espaldas de la armada española, había sido sufragada con la indemnización librada por Gran Bretaña como compensación a España por la supresión del tráfico de esclavos en sus colonias de América. Y resultó un auténtico fiasco, ya que los navíos rusos, construidos para las aguas del Mar Báltico, tuvieron que hacer frente a rutas del Atlántico, llegando en un estado tan deplorable que tres de ellos hubieron de ser desguazados a su llegada a España. De hecho, el Alejandro I tras su salida de puerto hubo que volver a Cádiz porque sobre el Río de Janeiro en el Trópico de Cáncer tuvo problemas de calafateado y vías de agua, salvándose así, probablemente, de un naufragio casi seguro.
Los otros dos buques eran la fragata Prueba, de 55 cañones, construida en Ferrol en 1804, al mando de Manuel del Castillo, y la fragata mercante armada Primorosa Mariana, de 48 cañones, bajo el mando de Melitón Pérez del Camino. Toda la fuerza, bautizada como División del Mar del Sur, estaba al mando del brigadier Rosendo Porlier y Asteguieta, de origen limeño y veterano de Trafalgar. Su larga experiencia en las guerras de independencia de América se inicia con el transporte del virrey Venegas con la fragata Atocha, y su desembarco al frente de la infantería de Marina. Una de sus más destacadas actuaciones fue la defensa de la ciudad de Toluca, enfrentándose al ataque realizado por más de 20 000 insurgentes. Desde el principio Porlier fue consciente del mal estado de los buques que comandaba: marino experto, conocedor de lo que implicaba el paso del Cabo de Hornos en esa época del año, hizo patente su descontento, despidiéndose del capitán de fragata Francisco Espeliús con las palabras: «Adiós Frasquito, probablemente hasta la eternidad».

### Desaparición
La expedición se hizo a la mar el 11 de mayo de 1819. Tras la ya mencionada vuelta del Alejandro I, el convoy hizo escalas en Río de Janeiro y Montevideo, alcanzando juntos el mar de Hoces a finales de agosto. Allí los buques encuentran una serie de fuertes temporales, típicos de aquellas latitudes, que les impiden adentrarse en el Cabo de Hornos y les obligan a derivar hacia el sur, en busca de condiciones más favorables.
El tiempo empeora y los buques acaban separándose. El San Telmo es visto por última vez desde el Primorosa Mariana en mitad de un fuerte temporal el 2 de septiembre, alejándose hacia el sur con graves averías en el timón y la verga mayor, «sin haber podido remediar la primera y de más consideración, por la dureza que experimentaron en aquella altura».[cita requerida]
La posición anotada en el cuaderno de bitácora del Primorosa Mariana (disponible en el archivo Bazán de Viso del Marqués) es 62 grados de latitud austral y 70 grados de longitud oeste, meridiano de Cádiz.
El Primorosa Mariana consigue llegar maltrecho al puerto de Callao el 9 de octubre, mientras que la Prueba arriba una semana después a Guayaquil, sin su verga mayor y con la mayoría de su tripulación enferma y desnutrida.
Durante las siguientes semanas se espera la aparición del San Telmo, escribiendo el jefe del Apostadero de El Callao, en su informe sobre la demora del buque: «...cabe dudar en que el navío pueda haber remontado el cabo y si lo hubiera conseguido es de recelar una arribada en los puertos de Chiloé o Valdivia a repararse de donde espero en breve noticias para participarle a V.E...».
Una vez confirmada la desaparición del buque, con sus 644 tripulantes, el 6 de mayo de 1822 la Armada determina: 

En consideración al mucho tiempo que ha transcurrido desde la salida del navío San Telmo del puerto de Cádiz el 11 de mayo de 1819 para el Mar Pacífico y a las pocas esperanzas de que se hubiera salvado este buque, cuyo paradero se ignora, resolvió el Rey, que según propuesta del Capitán General de la Armada fuera dado de baja el referido navío y sus individuos...

### Primeros restos en la Antártida
Apenas unos meses después de la pérdida del San Telmo, el capitán de navío británico William Smith, al mando del bergantín Williams, tocó tierra en la Antártida. Williams realizó numerosos viajes al continente antártico. En el cuarto de ellos localizó restos de un naufragio en la costa norte de la Isla Livingston, naufragio que identificó como de un navío español. Era característica en los navíos de guerra de la Corona española la proa en la que lucía como mascarón un león rampante.
Unos años más tarde, el también británico James Weddell, continuador de la labor de exploración de Smith, escribe —ya muerto éste— sobre el mismo pecio de la siguiente forma: «varias piezas de un naufragio fueron halladas en las islas del Oeste, en apariencia pertenecientes a un buque de 74 cañones, probablemente los restos de un buque de guerra español perdido cuando hacía el pasaje hacia Lima».
Esto confirmaría que el San Telmo, si bien gravemente dañado, pudo ir a la deriva hasta los 61 grados de latitud sur, naufragando cerca de la costa. Una serie de misiones arqueológicas chilenas y españolas (de la Universidad de Zaragoza, así como del buque oceanográfico español Hespérides, entre ellas) han realizado prospecciones sin resultados concluyentes, tratando de encontrar un posible campamento donde parte de la tripulación se hubiera refugiado hasta perecer de hambre y frío. Se han encontrado indicios de ello, pero la suerte del San Telmo y su tripulación siguen envueltas en el misterio.
En la localidad gaditana de Puerto Real una plaza situada en el barrio de pescadores, el barrio de San Telmo, homenajea la hazaña del barco que le da nombre.